# يومي (اسم)
يومي (بالإنجليزية:Yumi) هو اسم ياباني أو كوري.

## الاسم الياباني
يومي (باليابانية: ゆみ, ユミ) هو اسم ياباني مشترك يستخدم أحيانًا كلقب.

### علم الإملاء
يمكن كتابة يومي باستخدام أحرف كانجي مختلفة وكما يمكن أن يعني الاسم الشخصي:
- 由美 ، «السبب، الجمال»
- 裕美 ، «الوفرة، الجمال»
- 夕実 ، «المساء، الفاكهة»
- 優美 ، «الحنان، الجمال»
- 裕 未 ، «الوفرة، ليس بعد»
- 悠 美 ، «الدوام، الجمال»
- 祐美 ، «المساعدة / النعمة، الجمال»
- 由 実 ، «السبب، الفاكهة»
- 有美 ، «امتلاك الجمال»
- 夕美، «المساء، الجمال»
- 友美 ، «صديق، جمال»

يمكن أيضًا كتابة الاسم المعطى في الـهيراغانا أو الـكاتاكانا.

### الاسم الشخصي
- يومي أداشي (安達 祐実) مواليد 1981، الممثلة والمغنية اليابانية
- يومي أداشي (足立 夢実) مواليد1989 ، سباحة متزامنة يابانية
- يومي أسو (奥 村 由 美)، الممثلة اليابانية
- يومي هارا (原 由 実)، الممثلة الصوتية اليابانية
- يومي هوتا (堀 田 由 美)، فنانة المانجا اليابانية
- يومي إنوماتا (猪又 由美؟، مواليد 1968) ، المتزلجة اليابانية عبر البلاد
- يومي إيوابوتشي (岩 渕 有 美)، لاعبة أولمبية يابانية للكرة اللينة
- يومي كايرياما (帰山 由美؟، مواليد 1967) ، متزلجة السرعة اليابانية
- يومي كاكازو (嘉 数 由 美)، الممثلة الصوتية اليابانية
- Yumi Kida (貴田 裕美؟) ، سباحة يابانية للمسافات الطويلة
- يومي كوباياشي (小林 優美)، عارضة الأزياء اليابانية
- يومي كوكامو (小鴨 由 水)، عداءة المسافات الطويلة المتقاعدة اليابانية
- يومي كوماكورا (熊 倉 由 美)، لاعبة كرة الـطائرة اليابانية
- يومي ماروياما (丸山 由 美)، لاعب كرة طائرة أوليمبية يابانية
- يومي ماتسوتويا (松任谷 由 実)، المغنية اليابانية
- يومي ماتسوزاوا (松澤 由 美)، المغنية اليابانية
- يومي موريو (河 合 由 美)، الممثلة الصوتية اليابانية
- يومي ناكاشيما (中 島 優美)، المغنية اليابانية
- يومي ناكاتاني (中 谷 ゆ み)، الممثلة الصوتية اليابانية
- يومي أوهكا (阿 部 由美子)، مصارعة محترفة يابانية
- يومي شيمورا (志村 由美؟، مواليد 1982) ، الممثلة الصوتية اليابانية
- يومي شيراكاوا (白 川 由 美)، الممثلة اليابانية السابقة
- يومي ستينس، جوكي القرص الأسترالي لقناة V الأسترالية
- يومي سوجيموتو (杉 本 有 美)، الممثلة اليابانية
- يومي سوزوكي (鈴木 夕湖؟، مواليد 1991) ، لاعبة البكرة اليابانية
- يومي تاكادا (高田 由 美)، الممثلة الصوتية اليابانية
- يومي توما (冬 馬 由 美 (吉田 由 美)، الممثلة الصوتية اليابانية والمغنية
- يومي واتانابي (渡邊 由美؟، مواليد 1970) ، لاعبة كرة قدم يابانية للسيدات
- يومي يوشيمورا (吉 村 由 美)، النصف الثاني من الثنائي الغنائي Puffy AmiYumi
- يومي يوشيوكي (吉 行 由 美)، المخرجة السينمائية اليابانية، الممثلة، وكاتبة السيناريو

### لقب
- كاورو يومي (由 美 か お る)، الممثلة اليابانية

### شخصيات خيالية
- يومي، تميمة أوتاكوثون
- يومي (ايب سكيب) ، شخصية في لعبة فيديو Ape Escape
- يومي يوشيمورا، شخصية في المسلسل التلفزيوني الياباني الأمريكي هاي هاي بوفي آمي يومي
- يومي فوكوزاوا (福 沢 祐 巳)، الشخصية الرئيسية في سلسلة الروايات والمانجا والأنيمي ماريا ساما غا ميترو
- يومي إيشياما، الشخصية الرئيسية في المسلسل التلفزيوني الفرنسي للرسوم المتحركة أبطال ليوكو و أبطال ليوكو: التطور
- يومي تسوي، شخصية غريبة تعيش تماما في خيال ارتيم سيرولوتوف
- أزوسا يومي (弓 梓)، شخصية من مسلسل الأنمي والمانغا سول إيتر
- يومي أومورا (大村 裕美) ويومي the persocom ، شخصيتين في سلسلة المانجا والأنيمي تشوبيتس
- يومي أوزاوا، شخصية من بيرسونا 4
- يومي ساكاتا، شخصية في سلسلة شوجو مانغا شك! !
- يومي ساوامورا (澤 村 由 美)، شخصية في لعبة فيديو الحركة والمغامرة ياكوزا
- ساياكا يومي (弓 さ や か)، شخصية من سلسلة مازنجر المانغا والأنيمي
- يومي مياموتو، شخصية من المحقق كونان مانغا وسلسلة الأنيمي
- العريف يومي ناجومو (南 雲 弓)، الشخصية الرئيسية لسلسلة مانغا مشاة البحرية يومي. يستخدم كانجي 弓 «القوس».
- يومي كوماجاتا، شخصية من أنيمي وسلسلة مانغا روروني كينشين
- يومي من لعبة الفيديو سنران كاجورا
- أيكو يومي، أستاذ جامعي ياباني وشخصية قابلة للتغير في لعبة فيديو محاكاة المواعدة HuniePop
- يومي، أحد أعضاء طاقم التوظيف في برنامج نيد فور سبيد: كاربون.

## اسم كوري
يومي (유미)، كما تتم تهجئة يوومي، هو اسم شائع للمؤنث كوري.

### علم الإملاء
يختلف معنى الاسم بناءً على الهانجا المستخدمة لكتابة كل مقطع لفظي. هناك 62 هانجا مع القراءة "yu" و 33 هانجا مع القراءة "mi" في القائمة الرسمية لحكومة كوريا الجنوبية للهانجا والتي قد تكون مسجلة للاستخدام في أسماء معينة. بعض الأمثلة تشمل:
- 有美 ، «وجود الجمال»
- 遊美 «الجمال المتجول»
- 柔美 «جمال لطيف»

### اشخاص
- ها يو مي (مواليد 1965)، الممثلة الكورية الجنوبية
- كيم يو مي (ممثلة) (مواليد 1980)، الممثلة الكورية الجنوبية
- هان يو مي (مواليد 1982)، لاعبة الكرة الطائرة من كوريا الجنوبية
- هوانغ يو مي (مواليد 1983)، لاعبة كرة الريشة من الكورية الجنوبية
- جونغ يو مي ، ممثلة كورية جنوبية
- جيونج يو مي (ممثلة من مواليد 1984)، ممثلة كورية جنوبية
- جيون يو مي (مواليد 1988)، لاعبة الهوكي الكورية الجنوبية
- كيم يو مي (ملكة جمال كوريا) (مواليد 1990)، ملكة جمال من كوريا الجنوبية
- كانغ يو مي (مواليد 1991)، لاعبة كرة القدم الكورية الجنوبية
- باتي يومي كوتريل (مواليد 1981)، كاتبة أمريكية كورية
- باي يو مي، مغنية كورية جنوبية، عضوة في فرقة MILK